# Efrájim Kishon
Efrájim Kishon (héberül: אפרים קישון, születési neve Hoffmann Ferenc, névmagyarosítás után Kishont Ferenc, Budapest, 1924. augusztus 23. – Appenzell, Svájc, 2005. január 29.) magyar származású izraeli író, humorista.

## Élete
Apja Hoffmann Dezső (1889–1955) bankigazgató volt, anyja Steiner Erzsébet pedig annak titkárnője. Kishon testvérét Ágnesnek hívták. Iskolába a jezsuitákhoz járt, 1942-ben érettségizett egy kereskedelmi iskolában, majd – mivel a magyar numerus clausus törvény miatt nem mehetett egyetemre – ötvösséget tanult. A háború alatt munkaszolgálatos volt, később koncentrációs táborba került. Amikor a sobibóri megsemmisítőtáborba hurcolták, egy barátjával megszökött, s a háború hátralevő részét Stankó András néven bujkálva vészelte át. Szülei és testvére túlélték a vészkorszakot, azonban csaknem húsztagú családja többi tagját elvesztette. 
A háború után nevét Kishontra magyarosította, ám hamar rá kellett jönnie, hogy a kommunista Magyarország sem jobb hely számára a háború előttinél. Egy ideig a Ludas Matyi munkatársa volt. 1949-ben kivándorolt Izraelbe, ekkor vette fel az Efrájim Kishon (ejtsd: Kison) nevet. Eleinte az Új Kelet című magyar nyelvű újságban publikált, de gyorsan megtanult ivritül, és két év elteltével már rendszeresen jelentek meg írásai a Maariv című napilapban. Kis időn belül elkezdtek megjelenni könyvei is, és a 60-as évekre nemzetközi elismertségre tett szert.
Talán a legismertebb izraeli író, több mint 50 könyve összesen 37 nyelven jelent meg. Művei különösen népszerűek Izraelben, Magyarországon és Németországban. Stílusa a jellegzetes pesti zsidó humorra épült, saját bevallása szerint Karinthy Frigyest és Molnár Ferencet tartotta legfőbb elődjeinek.
Felesége, Sarah halála után (műveiben a „legjobb feleségnek” hívta) egy osztrák írónőt vett feleségül 2003-ban.

## Drámái
- His reputation precedes him (1953)
- Ha-Ketubbah (1953)
- Take the plug out (1968)
- Oh, oh, Juliet (1972)
- Salah Shabati (musical) (1988)

## Filmek
- Sallah Shabati (1964)
- Ervinka (1967)
- Blaumilch Canal, (The Big Dig) (1969)
- Ha-Shoter Azoulay, (The Policeman) Azuláj, a rendőr (1971)
- The Fox in the Chicken Coop (1978)

## Írások

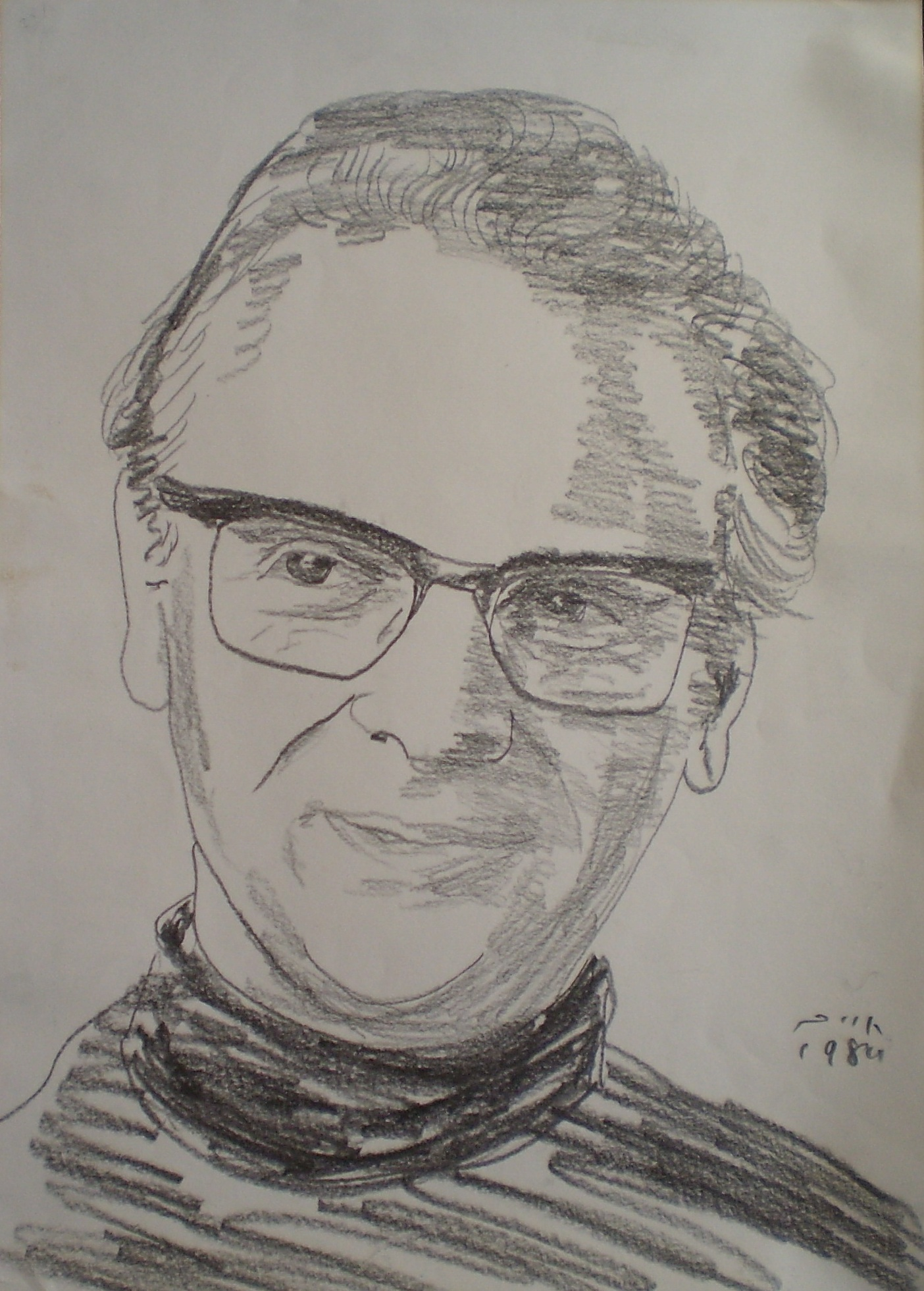
Efrájim Kishon (Hajím Topól rajza)

### Héberül írt, néhány könyve angol fordításban is megjelent
- Look Back Mrs. Lot (1960)
- Noah's Ark, Tourist Class (1962)
- The Seasick Whale (1965)
- So Sorry We Won (1967)
- Woe to the Victors (1969)
- Shemo Holekh Lefanav (1953)
- Ma'arkhonim (1959)

### Izraelben magyarul megjelent művei
- Ige-mige; ill. a szerző;Alexander, Tel-Aviv, 1951
- Nu?! Ami az "Ige-mige"-ből kimaradt; Alexander, Tel-Aviv, 195? (Fórum könyvtár)
- Akinek tólják a szekerét. Tragikomédia; Alexander, Tel-Aviv, 1953
- Hinta-palinta. Humoreszkek; Forum, Tel-Aviv, 1956
- Humoreszk; Tversky, Tel-Aviv, 1967
- Kishon Efrájim 100 új humoreszkje; ivritből ford. Dalmát Dán; Hadash, Tel-Aviv, 1975

### Magyarországon megjelent művei

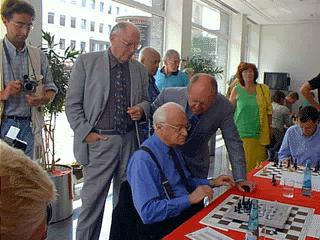
Efrájim Kishon a volt világbajnokkal, Vlagyimir Kramnyikkal sakkozik (Dortmund 2001)

- Veszett ernyő nyele; Európa, Budapest, 1984 (Vidám könyvek)
- Az eszed tokja; Európa, Budapest, 1986 (Vidám könyvek)
- A zanyja Krausz. Humoreszkek; ivritből ford. Ephraim Kishon, Dán Dalmát; Európa, Budapest, 1988 (Vidám könyvek)
- Efrájim Kishon 111 humoreszkje; ivritből ford. Efrájim Kishon, Dán Dalmát; Officina Nova, Budapest, 1990
- Hogy volt? A nagy lebőgés oknyomozó története; Officina Nova, Budapest, 1992
- Volt szerencsém. Kishont Ferenc önéletrajza; németből ford. Dohy Gábor; Akadémiai, Budapest, 1994
- A tengeribeteg bálna. Útikalauz ától cetig; angolból ford. Hideg János; Magyar könyvklub, Budapest, 1996; Ciceró, Budapest, 2011
- Hajvédők. Szatirikus regény; Magyar Könyvklub, Budapest, 1997
- Kész színház; Ab Ovo, Budapest, 2000
- Hiszi a piszi. Fejesugrás a magas politika pocsolyájába; Akadémiai, Budapest, 2004
- Alma a fa alatt. A Tízparancsolat használati utasítása; Akadémiai, Budapest, 2004
- A szerencsés flótás. Szatirikus regény; ford. Blaschtik Éva; Akadémiai, Budapest, 2005
- Világos, mint a nap; Kossuth–Mojzes, Budapest, 2011
- Ige-mige; ill. a szerző, jegyz. Schmal Alexandra; Magvető, Budapest, 2023

#### Hangoskönyvek
- Kezicsókolom. Történetek nem csak autósoknak; Kossuth Könyvkiadó, Budapest, 2009 (Vallai Péter előadásában)
- Szőkék előnyben. Történetek nem csak szőkéknek; Kossuth Könyvkiadó, Budapest, 2010 (Vallai Péter előadásában)